# Marij Kogoj
Marij Julij Kogoj (Trst, 20. rujna 1892. – Ljubljana, 25. veljače 1956.) bio je slovenski skladatelj. Njegovo je najpoznatije djelo opera Črne maske.
Kogoj je bio vrlo popularan 1920-ih, ali njegova je karijera završila 1932., kada je završio u umobolnici zbog shizofrenije.
Kogojev otac bio je Štefan, a majka Angela. Godine 1919., Kogoj se oženio Marijom Podlogar.